# 셋방살이
"셋방살이"는 한국에서 제작된 노진섭 감독의 1966년 영화이다. 김승호 등이 주연으로 출연하였고 박원석 등이 제작에 참여하였다.

## 출연

### 주연
- 김승호
- 황정순
- 남정임

## 기타
- 조명: 박창호
- 미술: 원제래